# Бурштиново (Ґрудзьондзький повіт)
Бурштиново (пол. Bursztynowo, нім. Fürstenau, Kreis Graudenz) — село в Польщі, у гміні Свеці-над-Осою Ґрудзьондзького повіту Куявсько-Поморського воєводства.
Населення — 420 осіб (2011).
У 1975-1998 роках село належало до Торунського воєводства.

## Демографія
Демографічна структура станом на 31 березня 2011 року:
|          | Загалом | Допрацездатний вік | Працездатний вік | Постпрацездатний вік |
| -------- | ------- | ------------------ | ---------------- | -------------------- |
| Чоловіки | 207     | 51                 | 134              | 22                   |
| Жінки    | 213     | 57                 | 112              | 44                   |
| Разом    | 420     | 108                | 246              | 66                   |